# Филоненко, Василий Владимирович
Василий Владимирович Филоненко (28 февраля 1930, Васьковцы, Сребнянский район, Прилукский округ, Украинская ССР, СССР — 23 июля 1998, Николаевка, Северо-Казахстанская область) — комбайнёр совхоза «Золотой колос» Щучинского района Кокчетавской области, Казахская ССР. Герой Социалистического Труда (1967).

## Биография
Трудовую деятельность начал в 1945 году комбайнёром в одном из колхозов Щучинского района. С 1965 года — комбайнёр в совхозе «Золотой колос» Щучинского района.
В 1966 году Указом Президиума Верховного Совета СССР от 19 апреля 1967 года «за достигнутые успехи в увеличении производства и заготовок зерна в 1966 году» удостоен звания Героя Социалистического Труда с вручением ордена Ленина и золотой медали «Серп и Молот».